# Земля під моїми ногами
«Земля під моїми ногами» (нім. Der Boden unter den Füßen) — австрійський фільм-драма 2019 року, поставлений режисеркою Марі Крейцер. Світова прем'єра відбулася 9 лютого 2019 року на 69-му Берлінському міжнародному кінофестивалі, де фільм брав участь в основній конкурсній програмі у змаганні за «Золотого ведмедя»..

## Сюжет
Лола регулює своє особисте життям з такою ж безжальною ефективністю, яку вона використовує, щоб оптимізувати прибутки від своєї роботи потужним бізнесовим консультантом. Ніхто не знає про її старшу сестру Конні та її психічну хворобу. Та, коли обставини змушують Конні повернутися в життя Лоли, і її таємниці розкриваються, Лола, здається, втрачає контроль над реальністю і ґрунт під своїми ногами.

## У ролях
| • Валері Пахнер         | … | Лола           |
| • Піа Гірцеґґер         | … | Конні          |
| • Маві Гербігер         | … | Еліза          |
| • Мішель Бартель        | … | Бірґіт         |
| • Марк Бенжамін         | … | Себастьян      |
| • Домінік Маркус Зінгер | … | Юрген          |
| • Мео Вульф             | … | Клеменс        |
| • Ексель Сичровськи     | … | пан Бахер      |
| • Бернд Біркган         | … | пан Деґенгардт |
| • Аксель Вандтке        | … | пан Ґізе       |

## Знімальна група
- Автор сценарію — Марі Крейцер
- Режисер-постановник — Марі Крейцер
- Продюсери — Александер Глер, Франц Новотни
- Виконавчий продюсер — Джоанна Шерц
- Оператор — Ліїна Коппе
- Композитор — Kyrre Kvam
- Монтаж — Ульріке Кофлер
- Художник-постановник — Мартфн Рейтер
- Художник-костюмер — Моніка Баттінгер
- Артдиректор — Андреас Соботка
- Підбір акторів — Рита Васілович

## Нагороди та номінації
| Список нагород та номінацій                | Список нагород та номінацій | Список нагород та номінацій | Список нагород та номінацій | Список нагород та номінацій | Список нагород та номінацій |
| Кінофестиваль/Кінопремія                   | Рік                         | Категорія                   | Номінант(и)                 | Результат                   | Дж                          |
| ------------------------------------------ | --------------------------- | --------------------------- | --------------------------- | --------------------------- | --------------------------- |
| 69-й Берлінський міжнародний кінофестиваль | лютий 2019                  | Золотий ведмідь             | Земля під моїми ногами      | Номінація                   | [ 1 ]                       |
| 69-й Берлінський міжнародний кінофестиваль | лютий 2019                  | Премія «Тедді»              | Земля під моїми ногами      | Номінація                   |                             |